# Agnesdorf
Agnesdorf ist ein Ortsteil der Gemeinde Südharz im Landkreis Mansfeld-Südharz des deutschen Bundeslandes Sachsen-Anhalt.

## Geografische Lage
Agnesdorf liegt im Südharz, an der Verbindungsstraße von Questenberg nach Roßla, von der unweit des Ortes eine Straße nördlich nach Hayn abzweigt.

## Geschichte
Die Ersterwähnung des Ortes erfolgte am 25. Mai 1468 als Arnsdorf.
Der Ort entstand um das ursprünglich zur stolbergischen Burg Questenberg gehörige Mannlehngut, das 1737 die Schriftsässigkeit erhielt, bis 1815 unter der Jurisdiktion des Amtes Sangerhausen des Königreichs Sachsen lag und dann an den Kreis Sangerhausen der preußischen Provinz Sachsen gelangte. Mit diesem Amt war Agnesdorf von 1657 bis 1748 dem Fürstentum Sachsen-Weißenfels unterstellt.
Am 9. August 1798 erwarb das bis dahin amtssässige Rittergut zum zweiten Mal die Schriftsässigkeit, nachdem die 1737 verliehene Schriftsässigkeit für nichtig erklärt worden war. Besitzer des Rittergutes Agnesdorf waren u. a. von Hopfgarten (bis 1572), von Hacke (ab 1572), von Wackernhagen (bis 1748), von Worbis (ab 1748/52), von Linsingen (bis 1784), von Bülzingslöwen, Schlitt (beide ab 1787), von Westernhagen, Schönstedt, von Kropf.
In der Familie von Hacke war noch der ursprüngliche Name Angsdorf üblich.
Agnesdorf war nach Questenberg eingepfarrt, und im Ort gab es 1822 11 Häuser und 87 Einwohner, die zum Kreis Sangerhausen gehörten.
Bis zum 1. Januar 2010 gehörte Agnesdorf zur Gemeinde Questenberg. Danach wurde der Ort Teil der Gemeinde Südharz.

## Persönlichkeiten
- Elias Hacke (1574–1640), Rittmeister und Rittergutsbesitzer in Agnesdorf
- Johann Friedrich Wackerhagen (1667–1717), Amtmann, seit 1704 Rittergutsbesitzer in Agnesdorf
- Bernhard Friedrich von Wackerhagen (1694–1747), anhalt-dessauischer Oberforstmeister, ab 1717 Rittergutsbesitzer in Agnesdorf
- Adolph Ernst von Linsingen (1723–1784 in Agnesdorf), königlich-preußischer Obristwachtmeister von der Infanterie und später kurfürstlich-mainzischer wirklicher Kammerherr, starb auf dem seiner Frau gehörigen Rittergut